# Baraleti
Baraleti (gruz. ბარალეთი) – wieś w Gruzji, w regionie Samcche-Dżawachetia, w gminie Achalkalaki. W 2014 roku liczyła 770 mieszkańców.